# Adonis volgensis
Adonis volgensis là một loài thực vật có hoa trong họ Mao lương. Loài này được Steven ex DC. mô tả khoa học đầu tiên năm 1817.